# Stephen Vacendak
Stephen T. "Steve" Vacendak (Scranton, Pensilvania, 15 de agosto de 1944) es un exjugador y exentrenador de baloncesto estadounidense que disputó tres temporadas en la ABA. Con 1,85 metros de estatura, jugaba en la posición de base.

## Trayectoria deportiva

### Universidad
Jugó tres temporadas con los Blue Devils de la Universidad de Duke, en las que promedió 11,3 puntos y 4,3 rebotes por partido. Fue incluido en el segundo mejor quinteto de la Atlantic Coast Conference en sus dos últimas temporadas, y elegido Jugador del Año de la conferencia en 1966, tras haberlo sido también en el torneo de la ACC.

### Profesional
Fue elegido la trigésimo tercera posición del Draft de la NBA de 1966 por San Francisco Warriors, pero no sería hasta el año siguiente cuando firmó su primer contrato con las ligas profesionales al pasar a formar parte de los Pittsburgh Pipers de la recién creada ABA. Solo disputó 6 partidos en temporada regular con el equipo, pero acabó proclamándose campeón de liga junto a sus compañeros, tras derrotar en las finales a los New Orleans Buccaneers.
Jugó en los Pippers una temporada más, y acabaría su carrera como jugador en las filas de los Miami Floridians.

### Entrenador
Entrenó dos temporadas al Greensboro College, de la División III de la NCAA, y entre 1980 y 1985 fue asistente del director atlético en su alma mater, Duke. En 1986 se hace cargo del banquillo de la Universidad de Winthrop, donde permaneció seis temporadas, en las que consiguió 74 victorias y 98 derrotas.

## Estadísticas de su carrera en la ABA

### Temporada regular
| Temporada | Edad | Equipo            | Liga | Pos. | P  | TIT | MIN  | TC  | TCA  | %TC  | 3P  | 3PA | %3P  | 2P  | 2PA  | %2P  | TL  | TLA | %TL   | R.OF. | R.DEF. | REB | ASIS | ROB | TAP | PER | FP  | PTS  |
| 1967-68   | 23   | Pittsburgh Pipers | ABA  | PG   | 9  |     | 8.1  | 1.4 | 3.9  | .371 | 0.0 | 0.0 |      | 1.4 | 3.9  | .371 | 1.1 | 1.7 | .667  |       |        | 1.7 | 0.9  |     |     | 1.0 | 1.6 | 4.0  |
| 1968-69   | 24   | Minnesota Pipers  | ABA  | PG   | 60 |     | 26.5 | 4.8 | 11.9 | .402 | 0.0 | 0.1 | .250 | 4.8 | 11.8 | .404 | 2.8 | 3.6 | .777  | 1.5   | 2.0    | 3.5 | 2.8  |     |     | 2.3 | 2.6 | 12.4 |
| 1969-70   | 25   | TOTAL             | ABA  | PG   | 14 |     | 12.4 | 1.1 | 4.2  | .254 | 0.0 | 0.1 | .000 | 1.1 | 4.1  | .263 | 0.9 | 1.6 | .591  | 0.4   | 0.6    | 0.9 | 1.4  |     |     | 0.7 | 1.6 | 3.1  |
| 1969-70   | 25   | Pittsburgh Pipers | ABA  | PG   | 2  |     | 18.0 | 1.0 | 6.5  | .154 | 0.0 | 0.0 |      | 1.0 | 6.5  | .154 | 1.0 | 1.0 | 1.000 | 0.5   | 0.0    | 0.5 | 1.5  |     |     | 1.0 | 2.0 | 3.0  |
| 1969-70   | 25   | Miami Floridians  | ABA  | PG   | 12 |     | 11.4 | 1.1 | 3.8  | .283 | 0.0 | 0.2 | .000 | 1.1 | 3.7  | .295 | 0.9 | 1.7 | .550  | 0.3   | 0.7    | 1.0 | 1.4  |     |     | 0.7 | 1.5 | 3.1  |
| Total     |      |                   | ABA  |      | 83 |     | 22.1 | 3.8 | 9.8  | .390 | 0.0 | 0.1 | .200 | 3.8 | 9.6  | .393 | 2.3 | 3.0 | .754  | 1.3   | 1.7    | 2.9 | 2.3  |     |     | 1.9 | 2.3 | 9.9  |

### Playoffs
| Temporada | Edad | Equipo            | Liga | Pos. | P  | TIT | MIN  | TC  | TCA  | %TC  | 3P  | 3PA | %3P | 2P  | 2PA  | %2P  | TL  | TLA | %TL  | R.OF. | R.DEF. | REB | ASIS | ROB | TAP | PER | FP  | PTS  |
| 1967-68 ❍ | 23   | Pittsburgh Pipers | ABA  | PG   | 7  |     | 2.3  | 0.3 | 1.0  | .286 | 0.0 | 0.0 |     | 0.3 | 1.0  | .286 | 0.0 | 0.0 |      |       |        | 0.4 | 0.3  |     |     | 0.1 | 0.3 | 0.6  |
| 1968-69   | 24   | Minnesota Pipers  | ABA  | PG   | 7  |     | 30.6 | 5.6 | 12.1 | .459 | 0.0 | 0.0 |     | 5.6 | 12.1 | .459 | 5.3 | 5.9 | .902 |       |        | 2.4 | 1.7  |     |     | 2.3 | 3.4 | 16.4 |
| Total     |      |                   | ABA  |      | 14 |     | 16.4 | 2.9 | 6.6  | .446 | 0.0 | 0.0 |     | 2.9 | 6.6  | .446 | 2.6 | 2.9 | .902 |       |        | 1.4 | 1.0  |     |     | 1.2 | 1.9 | 8.5  |